# Ionico (piede)
Con il termine piede ionico si intendono due piedi in uso nella poesia greca e latina, lo ionico a minore (∪ ∪ — —) e lo ionico a maiore (— — ∪ ∪). Entrambi questi piedi contano sei more, e appartengono al génos diplásion, in quanto il rapporto tra arsi e tesi è di  1:2; il ritmo è ascendente per lo ionico a minore e discendente per lo ionico a maiore. Benché le due sillabe lunghe formino nel loro insieme il tempo forte, è probabile che fosse la prima ad essere specialmente marcata.
Lo ionico a minore non subisce frequentemente sostituzioni: nel caso le due sillabe brevi siano sostituite con una lunga, si ha un molosso, (— — —); nel caso invece una delle sillabe lunghe sia risolta con due brevi, si hanno gli schemi ∪ ∪ ∪ ∪ — e ∪ ∪ — ∪ ∪.
Per lo ionico a maiore queste sostituzioni sono invece più frequenti.
Fenomeno invece caratteristico dei piedi ionici è l'anaclasi:
1. negli ionici a minore, l'ultima sillaba lunga di un piede si scambia con la prima sillaba breve del piede successivo, creando la sequenza ∪ ∪ — ∪ — ∪ — —
2. negli ionici a maiore, invece l'anaclasi avviene all'interno del piede, che diviene un ditrocheo (— — ∪ ∪ > — ∪ — ∪)

Rarissimi sono i metri ionici acefali: i tragici ne offrono qualche esempio. I metri sincopati invece non sono infrequenti nei sistemi strofici o nei periodi della lirica corale e della poesia drammatica.
Il nome del metro deriva dalle popolazioni ioniche dell'Asia Minore, presso le quali si incontrano le più antiche testimonianze dell'uso di questo metro (in particolare con Anacreonte); è probabile che tale metro fosse associato nei culti estatici di Dioniso e di Cibele.
Gli ionici a minore sono di uso più antico e si incontrano già nella lirica monodica arcaica; gli ionici a maiore appaiono invece più tardi, ed è quasi certo che iniziarono la loro esistenza come metro autonomo solo in età ellenistica.

## Ionicia minore

### Monometro ionicoa minore
Questo colon, composto da un solo piede ionico, si incontra come elemento isolato sono nei dattilo-epitriti e composizioni simili.

### Dimetro ionicoa minore
I dimetro acataletto di forma pura (∪ ∪ — — |∪ ∪ — —) o con anaclasi (∪ ∪ — ∪ — ∪ — —) è il colon ionico più frequente, spesso raddoppiato a formare un tetrametro.
Es. ἒμε δείλαν ἒμε παίσαν (Alceo, fr. 123,1 D)
Es. πολιοὶ μὲν ἡμὶν ἤδε (Anacreonte, fr. 44 D, forma con anaclasi)
I primi esempi di dimetro si incontrano già in Alcmane e in Alceo; ma è grazie alle graziose canzoni di Anacreonte che deve la sua ininterrotta popolarità sino all'età tardoantica, nei numerosi autori di Anacreontea. In tali autori la percezione della natura ionica di questo verso (spesso chiamato semplicemente anacreonteo) si era perduta a causa dell'assoluto predominare della forma anaclastica, che era quindi stata reinterpretata come un metro giambico con anapesto iniziale e come tale era trattata, utilizzando le sostituzioni permesse nel giambo.
Del dimetro esiste anche una forma catalettica (∪ ∪ — — |∪ ∪ — ∧). Timocreonte la utilizzò in una serie di versi stichici:
Es. σικελὸς κομψὸς ἀνήρ (Timocreonte, fr. 4 D)
Il dimetro ionico a minore catalettico assume spesso il nome di partenèo.

### Trimetro ionicoa minore
Questo verso si incontra in particolare nelle parti liriche del dramma, sebbene meno frequente del dimetro; già i poeti lirici ne avevano fatto uso, in forma pura (∪ ∪ — — | ∪ ∪ — — | ∪ ∪ — —) o con anaclasi. Un frammento di Anacreonte (39 D), presenta un primo verso puro, il secondo con anaclasi tra il primo e secondo piede, il terzo con anaclasi tra il secondo e il terzo:
ἀγανῶς οἶά τε νεβρὸν νεοθηλέα

γαλαθηνός, ὃς τ'ἐν ὕλῃ κεροέσσης

πολειφθεὶς ἀπὸ μητρὸς ἐπτοήθη
Del trimetro esiste anche una forma calalettica (∪ ∪ — — | ∪ ∪ — — | ∪ ∪ — ∧), con o senza anaclasi.
Es. Διονύσου σαῦλαι βασσαρίδες (Anacreonte, fr. 48; il secondo piede è un molosso)

### Tetrametro ionicoa minore
La forma acataletta di questo metro è normalmente formata dalla giustapposizione di due dimetri, con dieresi mediana, secondo lo schema ∪ ∪ — — |∪ ∪ — — || ∪ ∪ — — |∪ ∪ — —
Es. ἐκατὸν μέν, Διὸς υἱόν, τάδε Μῶσαι κροκόπεπλοι (Alcmane, fr. 34 D)
L'anaclasi è frequente; non sempre c'è dieresi mediana.
Il tetrametro catalettico (∪ ∪ — — |∪ ∪ — — || ∪ ∪ — — |∪ ∪ X) o galliambo, era usato spesso come verso stichico nelle canzoni dedicate al culto della Grande Madre (il nome infatti gli viene dai galli, i sacerdoti evirati della dea). I poeti alessandrini, tra cui Callimaco, sono stati i primi a coltivare questo verso, che Catullo riprende nel famoso carme 63, in un tour de force metrico particolarmente difficile in lingua latina.
Ess. Γαλλαὶ μητρὸς ὀρείης φιλόθυρσοι δρομάδες (frammento adespota, alex. 9 D)
Super alta uectus Attis celeri rate maria,
Phrygium ut nemus citato cupide pede tetigit (Catullo, 63,1-2)

## Metri ionicia maiore

### Tetrametro brachicataletticoa maioreo sotadeo
Questo metro (— — ∪ ∪ — — ∪ ∪ || — — ∪ ∪ — —) deve il suo nome al poeta alessandrino Sotade; fu in seguito impiegato da Luciano di Samosata e, tra i latini, da Ennio. Le forme che questo metro può assumere oscillano moltissimo: l'anaclasi, che trasforma lo ionico in ditrocheo è frequente, le risoluzioni della lunga in due brevi o delle due brevi in una lunga (formando un molosso) sono numerose; talvolta dal ditrocheo, tramite lunga irrazionale, si giunge alla forma dell'epitrito terzo o quarto, o lo ionico a minore sostituisce quello a maiore.
Es. Ἥρην ποτέ φασιν Δία τὸν τερπικέραυνον (Sotade, fr. 7 D, verso puro)

## Dimetroa maiore
Nella sua forma acataletta (— — ∪ ∪ — — ∪ ∪) questo verso, chiamato anche cleomacheo, dal poeta alessandrino Cleomaco, si incontra talvolta nella poesia alessandrina, ma è molto raro.